# Bostrychus aruensis
Bostrychus aruensis е вид лъчеперка от семейство Eleotridae.

## Разпространение и местообитание
Този вид е разпространен в Индонезия.
Обитава сладководни и полусолени басейни.

## Описание
На дължина достигат до 18 cm.